# 정운
정운(鄭運, 1543년 10월 7일(음력 9월 10일) ~ 1592년 10월 5일(음력 9월 1일))은 조선 중기의 무신이다. 본관은 하동(河東), 자는 창진(昌辰)이며, 시호는 충장(忠壯).

## 생애
1543년 조선 중종 38년 전남 영암(현 해남 옥천면 대산리)에서 훈련참군 정응정(應禎)의 아들로 태어났다.
1570년 선조 3년에 28세로 식년시에 병과에 급제한 뒤 훈련원봉사, 금갑도수군권관(金甲島水軍權管) 등을 거치고 함경도 거산찰방(居山察訪)을 거쳐 1583년 함경감사 정언신의 추천을 받아 승진하여 웅천현감 등을 지냈으나 성격이 강직하고 정의를 지켰기 때문에 미움을 받아 몇 해 동안 벼슬을 하지 못하였다.
1591년 녹도만호(鹿島萬戶)가 되고, 이듬해 임진왜란이 일어나, 경상우수사 원균이 구원을 요청하자 전라수군절도사 이순신(李舜臣) 휘하에서 군관 송희립과 함께 결사적으로 출전할 것을 주장하며, 다음과 같이 말하였다.
| “ | 적을 토벌하는 데, 우리 도와 남의 도가 없다. 적의 예봉을 꺾어 놓아야 전라도도 보전할 수 있다. | ” |

그 후 거제 앞바다에서 원균을 만나 옥포(玉浦)에서 왜선 30척을 격파하고, 노량진에서 적선 13척을 불살라 공을 세웠다.
당포(唐浦)·한산 등의 여러 해전에서 큰 공을 세우고, 마침내 1592년 9월 부산포 해전에서 우부장(右部將)으로 선봉에서 싸우다가 절영도에서 적의 대조총에 맞아 전사하였다. 정운의 사망으로 이순신은 오른팔을 잃은 셈이 되어 목을 놓아 울었다고 한다.
조선왕조실록에서 엿볼 수 있는 것은 어떤 의도이건 간에 정운은 전승무패의 부담을 안고 있는 이순신에게 적극적인 전투를 주문한 것으로 보인다. 1594년 정곤수가 선조에게 "정운이 '장수가 만일 출전하지 않는다면 필시 전라도는 수습할 수 없을 것이다'라고 겁박하여 출전하게 하였다."라는 대목(상기와 동일한 대목) 이나 1597년 선조 30년 김응남이 선조에게 "정운이 이순신이 나가 싸우려 하지 않는다 하여 참하려 했다"는 당쟁의 비방이 엿보이는 과장적인 기록에서 그 사실을 엿볼 수 있다.
정운 장군이 부산포에서 순절하자 고향 해남에서는 최산수, 최정한, 양예용이 함께 유림대표로 제문(祭文)을 지어 치제하였다. 선조는 1592년 대호군 정운을 북병사로 추증하였고, 1604년에 병조참판에, 1796년(정조 20)에 병조판서 겸 의금부훈련원사로 추증되었다. 1605년 선무원종 1등공신에 책록되었다.
영암(현 해남 옥천면 대산리)의 충절사(忠節祠), 흥양의 쌍충사(雙忠祠)에 제향되었다. 숙종때 충절사라 사액하였으며, 정조 때 충장(忠壯)이라는 시호를 내렸다.

## 이순신제독께서 정운의 영전에 올린 제문[7]
아, 인생에는 반드시 죽음이 있고

죽고 사는 데에는 반드시 천명이 있으니,

사람이 한 번 죽는 것이야 정말로 아까울 게 없으나

유독 그대의 죽음에 대해서만 나의 가슴 아픈 까닭 무엇인가요.

국운이 불행하여 섬 오랑캐들 쳐들어오니

영남의 여러 성들 바람 앞에 무너지고

몰아치는 그들 앞에 막아서는 자 하나 없고

도성도 하루 저녁에 적의 소굴로 변했다오.

천리 먼 길 관서로 임금님의 수레 넘어가시니

북을 향해 바라보며 장탄식할 때 간담 찢어지듯 하였지만

아, 나는 노둔하여 적을 쳐서 섬멸할 계책이 없었는데

그대 더불어 의논하니 구름 걷히고 밝은 해 나타나듯 하였다오.

작전을 세운 후 칼 휘두르고 배를 잇달아 나갈 적에

죽음을 무릅쓰고 자리 박차고 일어나 앞장서서 쳐들어가니

왜놈들 수백 명이 한꺼번에 피 흘리며 쓰러졌고

검은 연기 하늘을 뒤덮었고 슬픈 구름 동쪽 하늘에 드리웠도다.

네 번이나 싸워 이겼으니 그 누구의 공이었는가

종묘사직 회복함도 몇 날 남지 않은 듯하였을 때

어찌 알았으랴,

하늘이 돕지 않아 적의 총알에 맞을 줄을

저 푸른 하늘이시여, 당신의 뜻은 참으로 알기 어렵나이다.

배를 돌려 다시 쳐들어가 맹세코 원수를 갚고 싶었지만

날은 이미 어두워지고 바람조차 불순하여

소원 이루지 못해 평생 원통함이 이보다 더할 수는 없다오.

이 일을 말하고 나니 나의 살 에이듯이 아픕니다.

믿고 의지했던 것은 오직 그대였는데 앞으로는 어이하리

진중의 여러 장수들 원통해하기 그지없다오.

백발의 늙으신 부모님은 장차 그 누가 모실는지

황천까지 뻗친 원한 언제 가서야 눈을 감을는지.

아, 슬프도다. 아, 슬프도다.

그 재주 다 못 폈을 때 지위는 낮았으나 덕은 높았으니

나라의 불행이고 군사들과 백성들의 복 없음이로다.

그대 같은 충의야말로 고금에 드물었으니

나라 위해 던진 몸 죽었으나 오히려 살아 있음이어라.

아, 슬프다. 이 세상에 그 누가 내 마음 알아주랴.

슬픔 머금고 극진한 정성 담아 한잔 술 바치오니

아, 슬프도다.

## 기념비
전남 고흥군 도양읍 봉암리 2202번지의 흥양 쌍충사(雙忠祠)에 이대원(李大源)과 함께 제향되었다. 부산시 사하구 다대동 산144번지에 경상남도 시도기념물 제20호로 지정된 정운공순의비(鄭運公殉義碑)가 녹도만호 정운 장군을 기리는 추모비가 있다. 1798년 정조 22년 정운 장군의 8대손 정혁이 다대첨사 시절에 세운 것으로, 비문은 이조판사 민종현이 짓고, 훈련대장 서유대가 썼다. 비각은 1974년에 부산시에서 비각을 지었고, 1972년 6월 26일 지정되었다.

## 서적
- 《정충장공실기》(鄭忠壯公實記)

녹도만호 정운의 실기로 2권 2책의 목판활자인쇄본이다. 8대손 정희(鄭熺)가 1866년(고종 3)에 편찬, 간행하였다. 2권에 수록된 ＜명원소(鳴寃疏)＞는 정운의 아들 정지언(鄭之彦)이 올린 상소로‚ 부친이 전장에서 세운 공이 적지 않은데도 녹훈의 대상에서 누락되었음을 원통히 여겨 이를 바로잡아 줄 것을 호소하는 내용이다. 저자미상의 《변백사제장사론》(辨白沙諸將士論)에서 영남이 위태로웠을 때 이순신을 설득하여 군사를 일으키게 한 사람이 순천부사 권준과 광양현감 어영담이었다는 백사(白沙, 이항복)의 말을 반박하는 내용의 글이다. 이 글에서는 그 공은 녹도만호 정운과 공군관 송희립의 것임을 분명히 밝히고‚ 권준은 오히려 관곡을 빼돌리려 하다가 들킨 인물로 남의 공을 가로챘을 뿐이라고 주장하고 있다.

## 관련 작품
텔레비전 드라마
- 《불멸의 이순신》 (KBS1, 2004년~2005년, 배우:안승훈)
- 《징비록》 (KBS1, 2015년, 배우:조순창)

## 관련 인물
- 선조
- 이순신
- 원균
- 최산정